# Wylazłowo (województwo kujawsko-pomorskie)
Wylazłowo – osada w Polsce położona w województwie kujawsko-pomorskim, w powiecie lipnowskim, w gminie Wielgie. Ma status sołectwa.
W latach 1975–1998 miejscowość administracyjnie należała do województwa włocławskiego.

## Zabytki
Według rejestru zabytków NID na listę zabytków wpisany jest zespół dworski z 2 poł. XIX w. i XX w., nr rej.: 402/A z 16.04.1997:
- dwór, ok. 1930
- park, 1900
- dom mieszkalny.